# День Моля
День Мо́ля — неофіційне свято, яке відзначають хіміки, студенти-хіміки та любителі хімії 23 жовтня з 6:02 ранку до 6:02 вечора (дата 6:02 10/23 в американському стилі написання дат). Час і дата походять від постійної Авогадро, яка дорівнює приблизно 6,02·1023 і визначає кількість частинок (атомів або молекул) в одному молі (моль) речовини, одній із семи базових одиниць СІ.

## Огляд
День Моля виник із свята, яке відзначала педагог Маргарет Крістоф. Вона написала статтю про свій досвід у The Science Teacher у 1980-х роках. Натхненний цією статтею, Моріс Олер, учитель хімії середньої школи з Прері-дю-Ш'єн, штат Вісконсін, 15 травня 1991 року заснував Національний фонд дня Моля (англ. NMDF).
Багато середніх шкіл у Сполучених Штатах, Південній Африці, Австралії та Канаді відзначають День Моля як спосіб зацікавити своїх учнів хімією, проводячи різні заходи, часто пов'язані з хімією чи молями.
Американське хімічне товариство спонсорує Національний тиждень хімії, який відбувається з неділі по суботу, на яку припадає 23 жовтня. Це робить День моля невід'ємною частиною Національного тижня хімії.